# Jewmynka
Jewmynka (ukr. Євминка) – wieś na Ukrainie, w obwodzie czernihowskim, w rejonie czernihowskim. W 2024 liczyła 414 mieszkańców.